# ران کوکرهیل
ران کوکرهیل (انگلیسی: Ron Cockerill; ۲۸ فوریهٔ ۱۹۳۵ – ۴ نوامبر ۲۰۱۰) بازیکن فوتبال اهل بریتانیا بود.
از باشگاه‌هایی که در آن بازی کرده‌است می‌توان به باشگاه فوتبال هادرزفیلد تاون و باشگاه فوتبال گریمزبی تاون اشاره کرد.